# 蝘蜓座π
蝘蜓座π，又名CP-75 744，HD 101132、SAO 256857、HR 4479，是蝘蜓座的一颗恒星，视星等为5.65，位于銀經298.36，銀緯-13.69，其B1900.0坐标为赤經11h 33m 8.1s，赤緯-75° -13.69′ 34″。